# Elvis Kabashi
Elvis Kabashi (Durrës, 20 februari 1994) is een Albanees voetballer die ook in het bezit is van een Italiaans paspoort. Hij speelt bij voorkeur op het middenveld. 
Kabashi stroomde in 2013 door vanuit de jeugd van Juventus FC, dat hem in het seizoen 2013/14 verhuurde aan Pescara. Gedurende het seizoen 2014/15 werd hij verhuurd aan FC Den Bosch. Daar maakte hij op 25 augustus zijn debuut in een uitwedstrijd tegen FC Emmen (2-2). In de 77e minuut verving hij Anthony Lurling. In twee seizoenen op huurbasis bij Pontedera kwam hij veel aan spelen toe maar zijn aflopende verbintenis werd in 2017 door Juventus niet verlengd. In augustus 2017 werd zijn rijbewijs ingetrokken nadat hij onder invloed van alcohol een auto-ongeluk veroorzaakt had waarbij drie gewonden vielen. In september van dat jaar ging Kabashi voor Viterbese spelen. In december van dat jaar werd zijn contract ontbonden. In januari 2018 sloot hij aan bij Livorno. In 2019 speelde hij eerst kort in Roemenië bij Dinamo Boekarest en sloot halverwege het jaar aan bij AC Renate in de Serie C.
Kabashi speelde in 2012 twee wedstrijden voor Albanië onder 19. In maart 2013 liet hij de Albanese voetbalbond weten dat hij voortaan voor Italië wilde uitkomen.